# Clichy - Montfermeil (métro de Paris)
Clichy - Montfermeil est une future station de métro située à la limite de Clichy-sous-Bois et de Montfermeil sur la ligne 16 du métro de Paris,.
La construction de la ligne 16 a été déclarée d'utilité publique le 28 décembre 2015.

## Caractéristiques
Selon la Société du Grand Paris, le choix de l’emplacement s’est fait en collaboration avec les communes de Clichy-sous-Bois et de Montfermeil.
Plusieurs scénarios ont été étudiés. La solution retenue propose une émergence située à la limite des deux villes, au nord de la tour Utrillo, à proximité de la station de la ligne 4 du tramway, sur une future place longée par la promenade de la Dhuys.
La conception de la station est confiée à l'agence d'architecture barcelonaise Miralles Tagliabue (architecte mandataire) et à Bordas+Peiro (architecte associé, basé à Paris).
L'artiste contemporain JR réalise l'œuvre de la station en tandem avec les architectes Benedetta Tagliabue et Bordas + Peiro.
Il s'agira d'une fresque imprimée sur des carreaux de céramique composée de 800 photographies d’habitants de Clichy-Montfermeil prises en 2016.
La station comportera également sur ses quais une fresque de Benoît Guillaume.

## Correspondances
La station est en correspondance avec la ligne 4 du tramway d'Île-de-France.

## Construction
Les travaux préparatoires ont démarré en décembre 2016 et doivent s’achever en février 2018.
La construction de la gare est menée par le groupement Egis Rail / Tractebel. Les travaux de génie civil de la gare sont attribués à Salini Impregilo. Le démarrage de la construction de la gare est prévu fin 2018 pour une livraison en 2026. 
En octobre 2016, la tour Utrillo, colosse de 13 étages qui s’élevait au-dessus du territoire de Montfermeil depuis plus de 40 ans, était démolie afin d’accueillir le chantier de construction de la gare Clichy – Montfermeil.
Depuis, les compagnons sont à l’œuvre pour faire émerger le nouveau métro.
Après l’achèvement du creusement de la partie souterraine de la gare et l’évacuation de son volume intérieur en 2021, le tunnelier Mireille a pu traverser la gare au printemps 2022. L’édification des différents niveaux souterrains s’est ensuite poursuivie, avant le démarrage des travaux d’aménagement et d’équipement en 2023.
Alors que les travaux se poursuivent en sous-sol, en surface, la construction de l’émergence de la gare démarrera prochainement sur le chantier.